# Palácio Paiaguás
O Palácio Paiaguás é o edifício-sede do Governo do Estado de Mato Grosso e residência oficial do governador. Localizado na região do CPA na cidade de Cuiabá, o palácio também abriga as Casas Civil e Militar, algumas secretarias de estado e um amplo acervo histórico e artístico aberto à visitação pública.
Projetado por Moacyr de Freitas em conjunto com o arquiteto Satiro Phol de Castilho, o Palácio Paiaguás teve suas obras iniciadas em 1973 e leva esse nome em homenagem à nação indígena de canoeiros Paiaguás, que habitaram o baixo Rio Paraguai.

## Histórico

O Palácio Paiaguás em Processo de Construção - Foto de 1974

Inaugurado em 15 de março de 1975 com a posse do governador José Garcia Neto, as obras do palácio foram iniciadas no início da década de 1970 quando o governador José Fragelli, figura politica de destaque da politica sul-matogrossense assume uma importante discussão  encontrada para reunir em um mesmo espaço a administração estadual, desde então o governo na epoca adotou o projeto do arquiteto Moacyr de Freitas que em conjunto com o tambem arquiteto Satiro Phol de Castilho apresentaram ao governo, a ser construido em uma área de 2,200 hectares, Localizado a três quilômetros do centro da Capital,  doado pela Prefeitura de Cuiabá.
No ano de 1973 foi lançado o edital de maio, foram iniciadas as obras do Palácio, que levou o nome em homenagem à nação indígena de canoeiros, Paiaguás, que habitaram o baixo rio Paraguai
Nos anos 80 foram iniciadas novas fases de expansão da construção, com a instalação de novas secretarias e autarquias do Governo de Mato Grosso.

## Mural
O Mural Externo Bovinocultura é uma obra do artista plástico Humberto Espíndola. No painel foram utilizados diferentes materiais bem como mármore, granito, concreto e tintas, entre outros. Na época em que foi realizado o painel, Espíndola residia em Cuiabá e trabalhava na Universidade Federal de Mato Grosso (UFMT). A obra fica na área interna da praça e na lateral do prédio. Foi pintada em quatro cores: azul, amarelo, branco e preto. A obra representa o boi, um dos símbolos da economia do estado.
Em outubro de 2014, foi tombado como patrimônio histórico, artístico e cultural de Mato Grosso junto ao Palácio Paiaguás. A proposta de tombamento foi feita pelo então chefe da Casa Civil do estado de Mato Grosso, Pedro Nadaf.